# 아고스티노 데프레티스
아고스티노 데프레티스(Agostino Depretis, 1813년 1월 31일 – 1887년 7월 29일)는 이탈리아 왕국의 정치인이다. 그는 1876년부터 1887년까지 여러 차례 이탈리아 총리로 재직했으며, 10년 이상 역사적 좌파의 지도자였다. 그는 베니토 무솔리니, 지오바니 지올리티, 실비오 베를루스코니에 이어 이탈리아 역사상 네 번째로 긴 임기를 지낸 총리이다. 데프레티스는 이탈리아 역사에서 가장 강력하고 중요한 정치인으로 널리 알려져 있다.
그는 통일 이후 이탈리아 정치에서 좌파와 우파의 극단을 고립시키며 유연하고 중도주의적인 연정을 구성하는 변형주의 정치의 대표적 인물이다.